# Erwin Ohlemutz
Erwin Ohlemutz (* 11. Oktober 1912 in Petterweil; † 19. August 1942 in Armjansk) war ein deutscher Klassischer Archäologe.

## Leben
Während seines Studiums wurde Ohlemutz 1931 Mitglied der Burschenschaft Alemannia Gießen. Nach dem Studium der Klassischen Archäologie wurde er 1938 an der Universität Gießen promoviert. Anschließend war er Assistent an der Universität Gießen bei Willy Zschietzschmann. Für 1941/42 wurde ihm das Reisestipendium des Deutschen Archäologischen Instituts verliehen, dass er jedoch auf Grund des Zweiten Weltkrieges nicht antreten konnte. Er fiel im August 1942 als Hauptmann auf der Krim.
Verheiratet war er mit Margarethe Keller (* 11. April 1914 in Büdingen), die 1939 in Gießen mit einer germanistischen Dissertation promoviert worden war.
Ohlemutz gelang es in seiner Dissertation, eine Kultgeschichte des antiken Pergamon nach den schriftlichen, epigraphischen und archäologischen Quellen zu schreiben, die bis heute nicht ersetzt ist.

## Veröffentlichungen
- Die Kulte und Heiligtümer der Götter in Pergamon. Triltsch, Würzburg 1940. Nachdruck Wissenschaftliche Buchgesellschaft Darmstadt 1968 (= Dissertation).